# جيريمياه أورورك
جيريمياه أورورك (بالإنجليزية: Jeremiah O'Rourke)‏ هو مهندس معماري أمريكي، ولد في 1833 في دبلن في جمهورية أيرلندا، وتوفي في 1915.